# Et grimm’t eventyr
Et grimm’t eventyr er en bog, skrevet af Dennis Jürgensen fra 1997.

## Handling
Videnskabsmanden professor Lambert Deefækt har opfundet en maskine, der gør det muligt, at rejse ind i bøgerne verden, og den første gruppe bøger er Grimms eventyr. For at undersøge den nye dimension bliver agenter fra den tophemmelige organisation HANK sendt derind, men ingen vender tilbage. Selv Lambert Deefækt forsvinder, og der bliver etableret et special-team bestående af Rana, Bufo og Pelodytes, for at udrede trådene.